# Gabriel Kondratiuk
 (novembre 2007).
Gabriel Kondratiuk, né en 1969 à Buenos Aires, est un artiste contemporain argentin. Il vit et travaille entre l'Argentine et l'Autriche.
De 1994 à 1998 : études à l'École Nationale des Beaux-Arts de Buenos Aires
Son œuvre se compose souvent de tableaux. Le sujet est l'essence de la nature.

## Expositions
2006
- "Allí no hay nada", Galerie Bernd Kugler, Innsbruck, Autriche.  (cat.)

2007
- "Niveaualarm" (avec André Butzer, Andreas Hofer, Thilo Heinzmann, Thomas Zipp; par Ulrich Wulff), Kunstraum Innsbruck, Autriche.

2008
- "Sag, was malst Du da“, Stadtgalerie Schwaz, Schwaz, Autriche
- "what's the point of giving you any more artworks when you don't understand the ones you've got?" (avec Marcel van Eeden, Euan Macdonald, Yoshitomo Nara, Rosilene Luduvico, Wilfredo Prieto, German Stegmaier, etc.), Galerie Zink, Munich, Allemand.
- "12 - works on paper" (avec Bara, Helen Beck, Lisa Endriss, André Butzer, Thilo Heinzmann, Herbert Hintegger, Andreas Hofer, John Isaacs, Anna Kolodziejska, René Luckhardt, Ulrich Wulff), Galerie Bernd Kugler, Innsbruck, Autriche
- "Gabriel Kondratiuk", curée par Irma Arestizábal, Galerie Bernd Kugler, Innsbruck, Autriche.

2009
- "5 years for friends", Galerie Bernd Kugler, Innsbruck, Autriche.

2010
- "the wanderer", Centro de Arte Contemporáneo de Burgos, Burgos, Espagne[1].

## Publications
- Gabriel Kondratiuk: Allí no hay nada, Prof. Rocío Domínguez Morillo. Galerie Bernd Kugler: Innsbruck, 2006  (ISBN 978-3-200-00827-4) (OCLC 501418387) .
- Gabriel Kondratiuk, Karin Pernegger. Dans Arte al día - revista internacional de arte latinoamericano, No. 118: Miami, 2007  .